# 聖多明戈 (松索納特省)
聖多明戈（西班牙語：Santo Domingo de Guzmán），是薩爾瓦多的城鎮，位於該國西部，由松索納特省負責管轄，面積27.92平方公里，海拔高度190米，2007年人口7,055，人口密度每平方公里252.69人。
13°42′58″N 89°47′52″W / 13.71611°N 89.79778°W